# Tamera
Tamera est un village de recherche sur la paix dont le but est de devenir « un modèle communautaire auto-suffisant, durable et transposable pour la coopération non-violente et la cohabitation entre les humains, les animaux, la nature et la Création pour un futur de paix pour tous ». Il est situé sur un terrain de 1,36 km² dans la région d'Alentejo au sud-ouest du Portugal.
Le projet aurait permis de lutter contre la désertification.

## Sources
- (en) Cet article est partiellement ou en totalité issu de l’article de Wikipédia en anglais intitulé « Tamera » (voir la liste des auteurs).